# Gieorgij Wasilczenko
Gieorgij Stiepanowicz Wasilczenko (ros. Гео́ргий Степа́нович Васи́льченко, ur. 20 stycznia 1921, zm. 7 czerwca 2006) – radziecki neuropatolog, uważany za pioniera seksuologii w ZSRR . W latach 1960–1965 pracował jako pomocnik naczelnika zakładu ds. stypendiów międzynarodowych w Światowej Organizacji Zdrowia. Do uczniów prof. Wasilczenka należał m.in. Aleksandr Rapoport.